# Loro Parque
Loro Parque är en spansk djurpark belägen strax utanför Puerto de la Cruz på Teneriffa, Kanarieöarna. Parken är känd för att ha världens största samling av papegojfåglar och är ett mycket populärt turistmål. Sedan öppnandet 1972 har parken besökts av nästan 50 miljoner människor.

## Fåglar
Loro Parques samling av papegojfåglar omfattar ca 4 000 individer från omkring 350 olika arter och underarter. Bland dessa kan nämnas: blåhuvad papegoja, patagonienparakit, ädelpapegoja, regnbågslorikit, storparakit, rödbukig parakit, grönkindad parakit, ghatsparakit, gråhuvad parakit, halsbandsparakit, blåhuvad ara, rödpannad ara, gulnackad ara, rödbukig ara, gultofskakadua, röd ara, större soldatara, blågul ara, dvärgara, hyacintara, vittofskakadua, seramkakadua, blåögd kakadua, hjälmkakadua, palmkakadua, gulstjärtad sotkakadua, gulkronad amazon, rödmaskad amazon, gulkindad amazon, blåkindad amazon, kea samt tallparakit. 
Parken arrangerar även en dagligt uppträdande, Loro Show, där publik kan bevittna ett flertal papegojor utföra olika tricks.
Utöver sin stora samling av papegojor har parken även ett flertal andra sorters fåglar. Bland andra: svart svan, guldfasan, större hocko, skrattkokaburra, Lunnefåglar, flamingor samt pelikaner.

## Andra djur
Parken har även ett flertal andra djur. Bland annat: kaliforniska sjölejon, flaskonsdelfiner, späckhuggare, pingviner, västliga gorillor, schimpanser, asiatisk klolös utter, jaguarer, tigrar, mississippialligatorer, och galapagossköldpaddor. 
Parken arrangerar även dagliga uppträdanden inför publik med flera av dessa djur, bland annat delfiner, sjölejon och späckhuggare.
Det finns även en stor akvarieanläggning med bland annat rödbukspirayor, sjöhästar, maneter, ett flertal olika hajarter samt ett stort antal olika tropiska småfiskar.

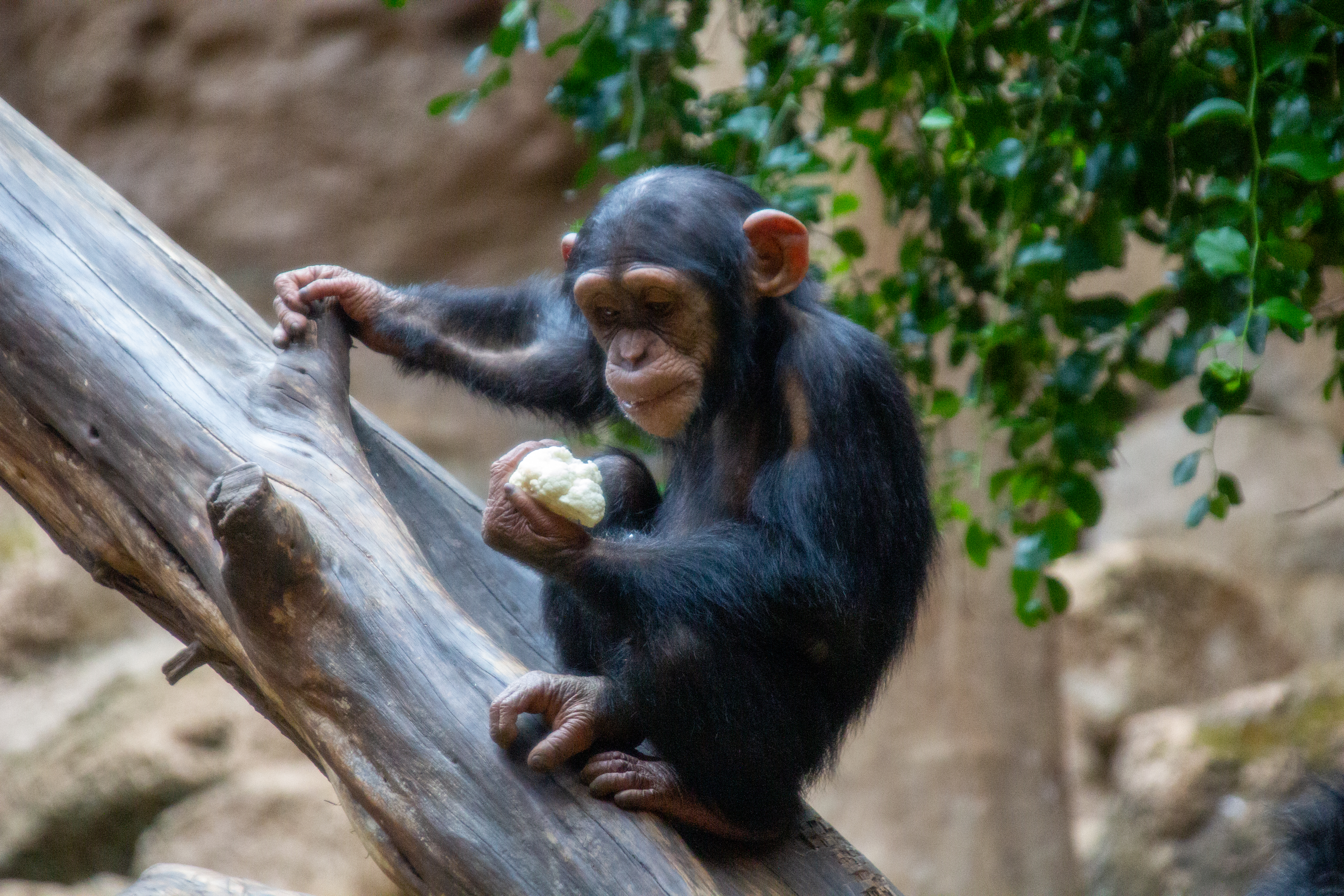
Ung schimpans
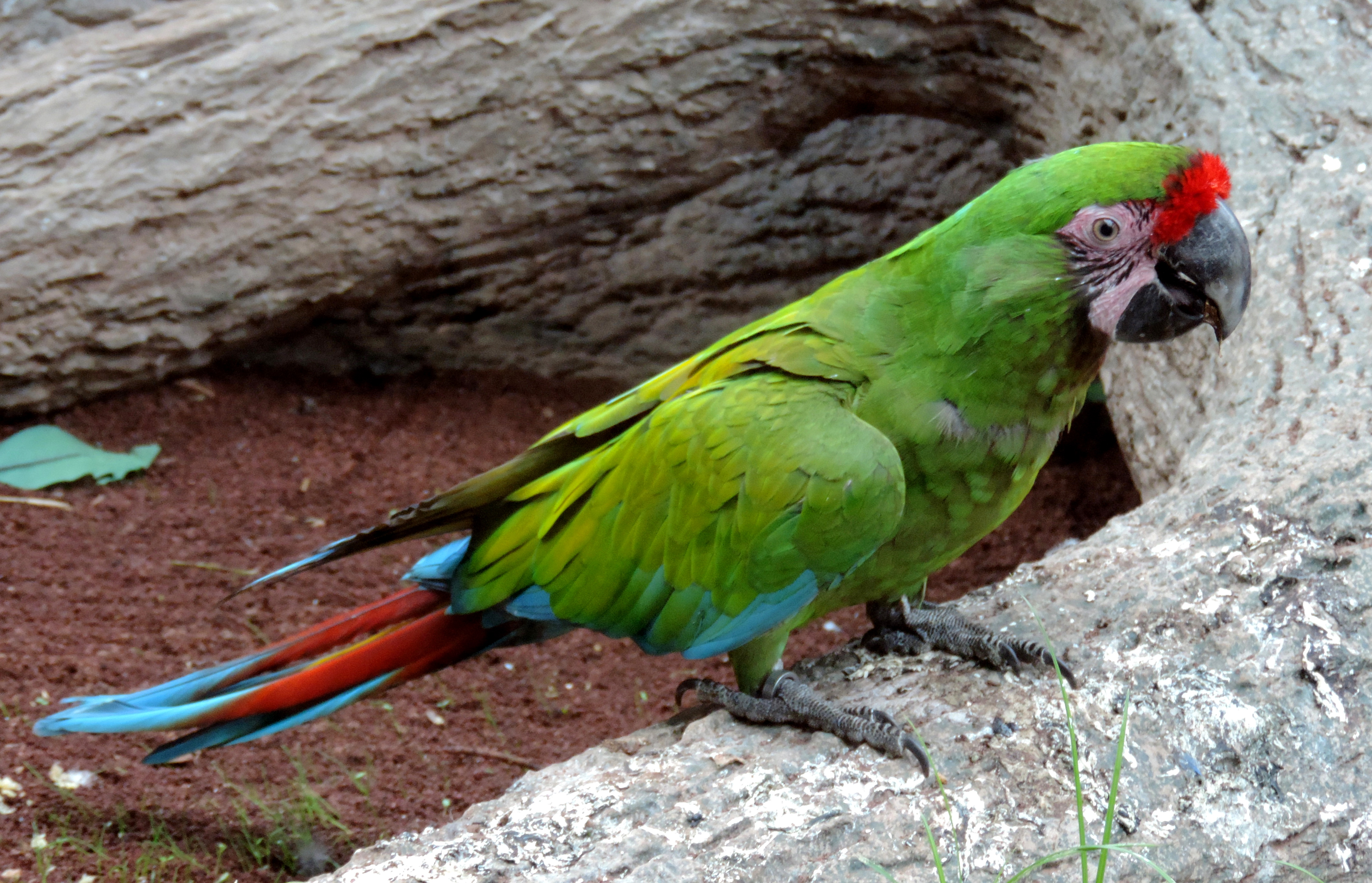
Större soldatara
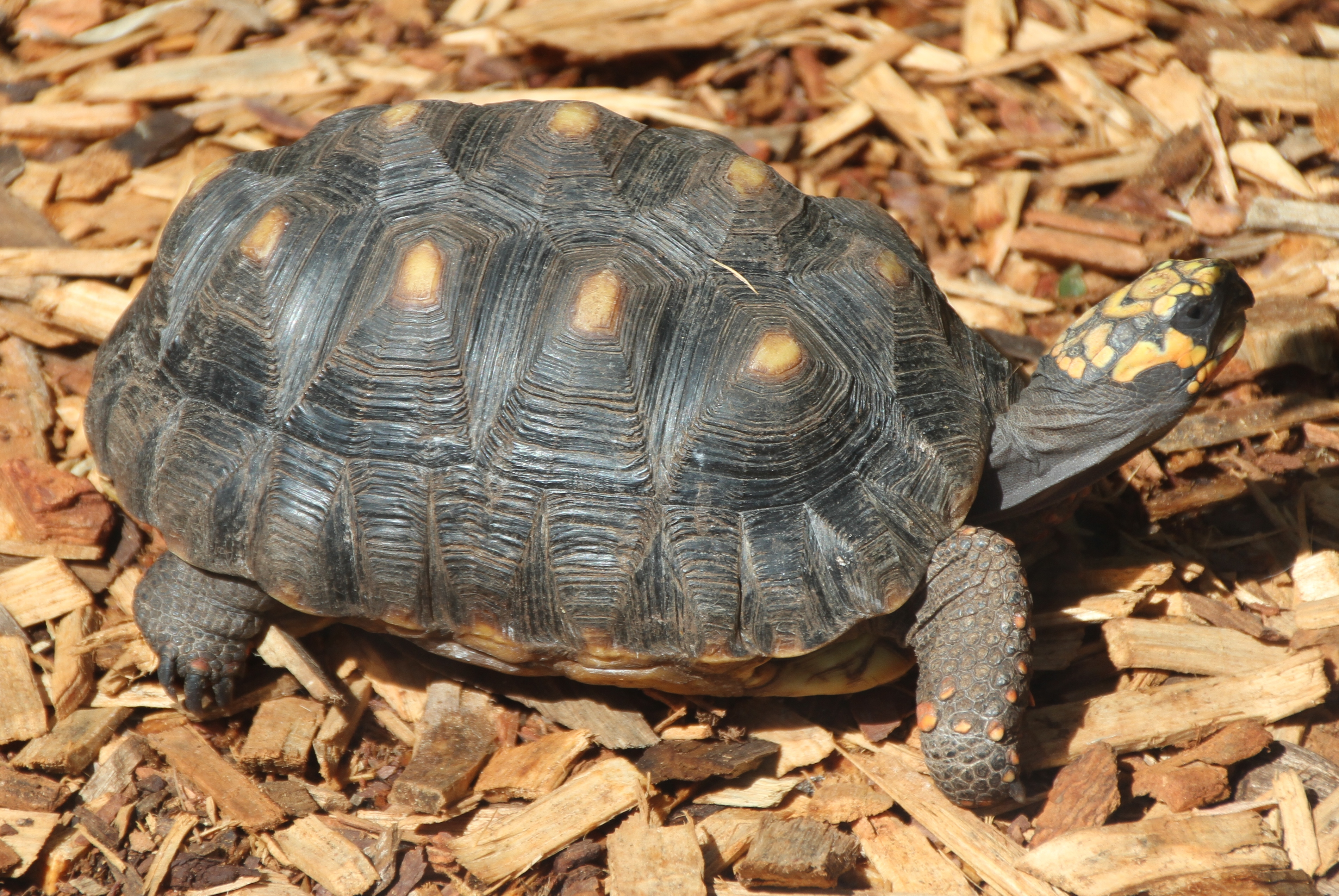
Rödfotad skogssköldpadda

## Växter
Parken har även en omfattande samling av tropiska växter, bland annat en stor orkidéträdgård.

## Kritik och incidenter
Loro Parque har vid flera tillfällen fått kritik för brister i djurhållningen gällande parkens späckhuggare samt för att de tränare som arbetar med dem inte har haft tillräcklig utbildning för att arbeta med späckhuggare på ett säkert sätt. I oktober 2007 attackerade en av parkens späckhuggare, Tekoa, en tränarlärling vid namn Claudia Vollhardt när denne befann sig i bassängen tillsammans med Tekoa. Vollhardt överlevde men tvingades söka sjukhusvård för sina skador. På julafton 2009 attackerade en annan av parkens späckhuggare, Keto, tränaren Alexis Martínez. Även vid detta tillfälle befann sig Martínez i bassängen med späckhuggaren. Martínez fick så svåra skador att han avled. Vid båda dessa händelser fick Loro Parque kritik för att tränarna saknade tillräcklig utbildning för att arbeta med späckhuggare samt för att man först försökte avfärda det inträffade som tragiska olyckor snarare än att tränarna hade blivit attackerade. Efter Alexis Martínez död har parkens tränare slutat vistas i bassängerna tillsammans med späckhuggarna.
1996 dömdes parkens tidigare fågelintendent Tony Silva till 7 års fängelse för att ha smugglat in över 450 papegojfåglar till USA till ett värde av ca 1,3 miljoner dollar. En stor del av smugglingen begicks under perioden 1989-1992 då Silva var parkens fågelintendent.